# Iecea Mare
Iecea Mare is een gemeente in het Roemeense district Timiș en ligt in de regio Banaat in het westen van Roemenië. De gemeente telt 2390 inwoners (2005).

## Geografie
De oppervlakte van Iecea Mare bedraagt 35,31 km², de bevolkingsdichtheid is 68 inwoners per km².
De gemeente bestaat uit de volgende dorpen: Iecea Mare.

## Politiek
De burgemeester van Iecea Mare is Dumitru Cimpoieș (PSD).

## Geschiedenis
De historische Hongaarse en Duitse namen zijn respectievelijk Nagyjecsa en Grossjetscha.

## Demografie
Het oorspronkelijke Groß-Jetscha was een dorp van Donauschwaben. In 1910 leefden hier 2360 Duitsers, wat 93% van de totale bevolking was. Na de Tweede Wereldoorlog vluchten velen en kwamen ook veel Duitsers in werkkampen terecht. In 1977 waren er nog 1162 Duitsers, 39% van het totaal. In 1990 begon de massale uitstroom, de Duitsers die lang gevangen waren in communistisch Roemenië vertrokken naar West-Duitsland. Dit laat zich zien in de statistieken, in 1992 waren er nog maar 115 van hen overgebleven.
Balinț · Banloc · Bara · Bârna · Beba Veche · Becicherecu Mic · Belinț · Bethausen · Biled · Birda · Bogda · Boldur · Brestovăț · Cărpiniș · Cenad · Cenei · Checea · Chevereșu Mare · Comloșu Mare · Coșteiu · Criciova · Curtea · Darova · Denta · Dudeștii Noi · Dudeștii Vechi · Dumbrava · Dumbrăvița · Fibiș · Fârdea · Foeni · Gavojdia · Ghilad · Ghiroda · Ghizela · Giarmata · Giera · Giroc · Giulvăz · Gottlob · Iecea Mare · Jamu Mare · Jebel · Lenauheim · Liebling · Lovrin · Margina · Mașloc · Mănăștiur · Moravița · Moșnița Nouă · Nădrag · Nițchidorf · Ohaba Lungă · Orțișoara · Parța · Pădureni · Peciu Nou · Periam · Pietroasa · Pișchia · Racovița · Remetea Mare · Sacoșu Turcesc · Saravale · Satchinez · Săcălaz · Secaș · Sânandrei · Sânmihaiu Român · Sânpetru Mare · Șag · Şandra · Știuca · Teremia Mare · Tomești · Tomnatic · Topolovățu Mare · Tormac · Traian Vuia · Uivar · Valcani · Variaș · Victor Vlad Delamarina · Voiteg